# Circuit de Lorraine 2011
Il Circuit de Lorraine 2011, cinquantunesima edizione della corsa, si svolse dal 18 al 22 maggio su un percorso di 865 km ripartiti in 5 tappe, con partenza ad Amnéville e arrivo a Hayange. Fu vinto dal francese Anthony Roux della FDJ davanti al belga Thomas De Gendt e al francese Julien Simon.

## Tappe
| Tappa  | Data      | Percorso                              | km    | Vincitore di tappa | Leader cl. generale |
| ------ | --------- | ------------------------------------- | ----- | ------------------ | ------------------- |
| 1ª     | 18 maggio | Amnéville > Longwy                    | 166   | Anthony Roux       | Anthony Roux        |
| 2ª     | 19 maggio | Briey > Commercy                      | 168   | Sébastien Chavanel | Romain Feillu       |
| 3ª     | 20 maggio | Château-Salins > Saint-Dié-des-Vosges | 206   | Thomas De Gendt    | Thomas De Gendt     |
| 4ª     | 21 maggio | Baccarat > Rehlingen-Siersburg        | 175,5 | Anthony Roux       | Thomas De Gendt     |
| 5ª     | 22 maggio | Metz > Hayange                        | 149,5 | Romain Feillu      | Anthony Roux        |
| Totale | Totale    | Totale                                | 865   |                    |                     |

## Dettagli delle tappe

### 1ª tappa
- 18 maggio: Amnéville > Longwy – 166 km

| Pos. | Corridore      | Squadra      | Tempo    |
| ---- | -------------- | ------------ | -------- |
| 1    | Anthony Roux   | FDJ          | 4h03'06" |
| 2    | Romain Feillu  | Vacansoleil  | s.t.     |
| 3    | Laurent Mangel | Saur-Sojasun | s.t.     |

| Pos. | Corridore      | Squadra      | Tempo    |
| ---- | -------------- | ------------ | -------- |
| 1    | Anthony Roux   | FDJ          | 4h02'56" |
| 2    | Romain Feillu  | Vacansoleil  | a 1"     |
| 3    | Laurent Mangel | Saur-Sojasun | a 6"     |

### 2ª tappa
- 19 maggio: Briey > Commercy – 168 km

| Pos. | Corridore          | Squadra      | Tempo    |
| ---- | ------------------ | ------------ | -------- |
| 1    | Sébastien Chavanel | Europcar     | 3h51'15" |
| 2    | Zakkari Dempster   | Rapha Condor | s.t.     |
| 3    | Romain Feillu      | Vacansoleil  | s.t.     |

| Pos. | Corridore      | Squadra      | Tempo    |
| ---- | -------------- | ------------ | -------- |
| 1    | Romain Feillu  | Vacansoleil  | 7h54'08" |
| 2    | Anthony Roux   | FDJ          | a 3"     |
| 3    | Laurent Mangel | Saur-Sojasun | a 9"     |

### 3ª tappa
- 20 maggio: Château-Salins > Saint-Dié-des-Vosges – 206 km

| Pos. | Corridore       | Squadra      | Tempo    |
| ---- | --------------- | ------------ | -------- |
| 1    | Thomas De Gendt | Vacansoleil  | 4h50'20" |
| 2    | Julien Simon    | Saur-Sojasun | s.t.     |
| 3    | Pierre Rolland  | Europcar     | s.t.     |

| Pos. | Corridore       | Squadra      | Tempo     |
| ---- | --------------- | ------------ | --------- |
| 1    | Thomas De Gendt | Vacansoleil  | 12h44'30" |
| 2    | Julien Simon    | Saur-Sojasun | a 5"      |
| 3    | Pierre Rolland  | Europcar     | a 7"      |

### 4ª tappa
- 21 maggio: Baccarat > Rehlingen-Siersburg – 175,5 km

| Pos. | Corridore         | Squadra       | Tempo    |
| ---- | ----------------- | ------------- | -------- |
| 1    | Anthony Roux      | FDJ           | 4h06'14" |
| 2    | Rui Costa         | Movistar Team | s.t.     |
| 3    | Sébastien Hinault | AG2R          | s.t.     |

| Pos. | Corridore       | Squadra      | Tempo     |
| ---- | --------------- | ------------ | --------- |
| 1    | Thomas De Gendt | Vacansoleil  | 16h50'44" |
| 2    | Julien Simon    | Saur-Sojasun | a 5"      |
| 3    | Anthony Roux    | FDJ          | a 6"      |

### 5ª tappa
- 22 maggio: Metz > Hayange – 149,5 km

| Pos. | Corridore          | Squadra     | Tempo    |
| ---- | ------------------ | ----------- | -------- |
| 1    | Romain Feillu      | Vacansoleil | 3h26'21" |
| 2    | Anthony Roux       | FDJ         | s.t.     |
| 3    | Sébastien Chavanel | Europcar    | s.t.     |

| Pos. | Corridore       | Squadra      | Tempo     |
| ---- | --------------- | ------------ | --------- |
| 1    | Anthony Roux    | FDJ          | 20h17'05" |
| 2    | Thomas De Gendt | Vacansoleil  | s.t.      |
| 3    | Julien Simon    | Saur-Sojasun | a 5"      |

## Classifiche finali

### Classifica generale
| Pos. | Corridore       | Squadra                          | Tempo     |
| ---- | --------------- | -------------------------------- | --------- |
| 1    | Anthony Roux    | FDJ                              | 20h17'05" |
| 2    | Thomas De Gendt | Vacansoleil-DCM Pro Cycling Team | s.t.      |
| 3    | Julien Simon    | Saur-Sojasun                     | a 5"      |
| 4    | Rui Costa       | Movistar Team                    | a 18"     |
| 5    | Pierre Rolland  | Team Europcar                    | a 20"     |
| 6    | Laurent Mangel  | Saur-Sojasun                     | a 22"     |
| 7    | David Lelay     | Ag2r-La Mondiale                 | a 23"     |
| 8    | Romain Zingle   | Cofidis                          | a 24"     |
| 9    | Rémi Cusin      | Cofidis                          | s.t.      |
| 10   | Marco Marcato   | Vacansoleil-DCM Pro Cycling Team | a 25"     |